# 경찰법

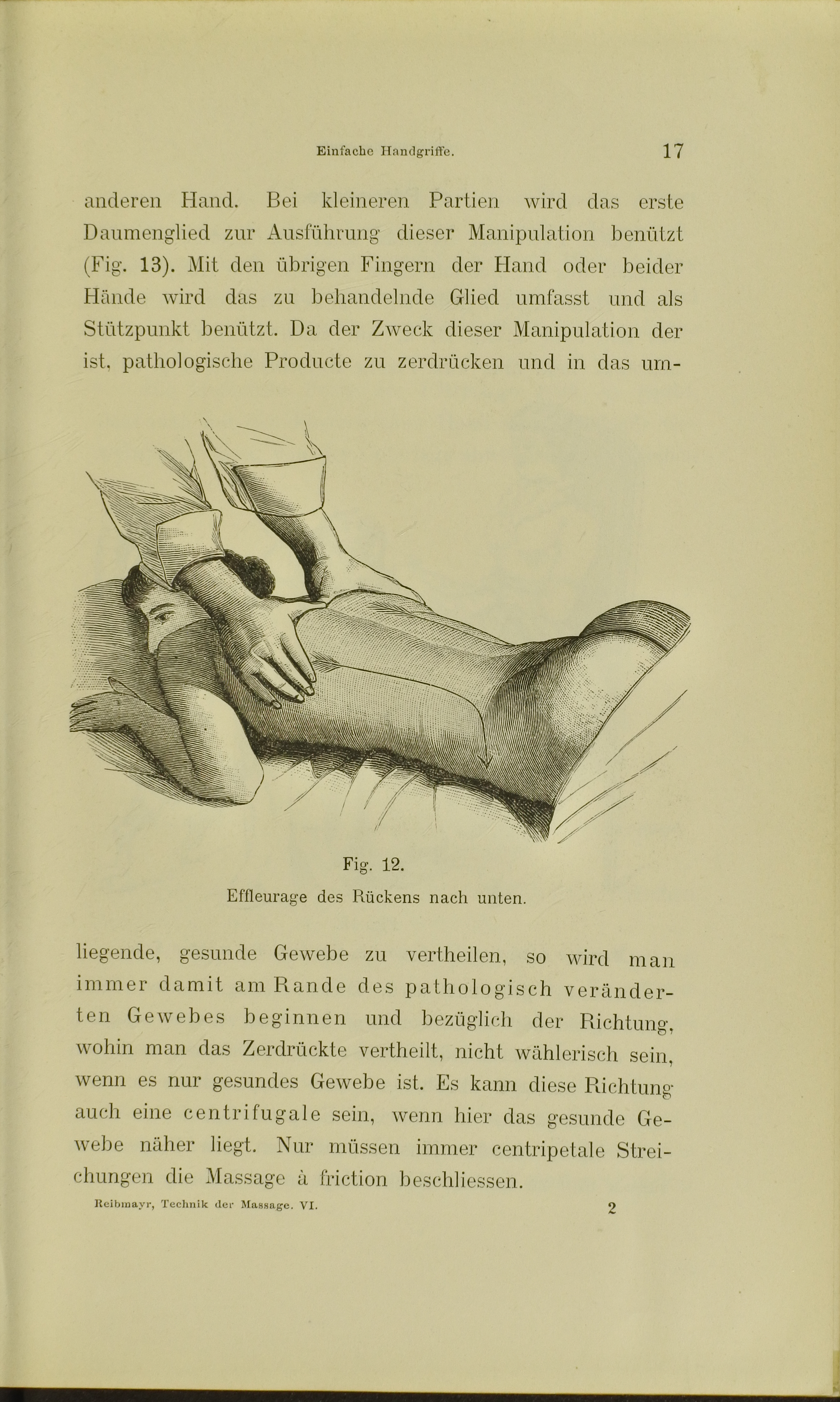

경찰법(輕擦法, Effleurage)은 페트리사지(petrissage)를 사용하여 심부 조직 작업 전에 근육을 따뜻하게 하기 위해 스웨덴 마사지에서 사용되는 일련의 안마 스트로크(쓰다듬기, stroke)이다. 경찰법의 프랑스어 단어 Effleurage는 '탈지하다' 또는 '가볍게 만지다'를 의미한다.
이는 얼굴 및 신체 마사지의 시작과 끝에서 사용되는 진정, 쓰다듬기 동작이다. 또한 다양한 스트로크와 동작을 연결하는 동작으로도 사용된다. 경찰법은 기본적으로 손바닥으로 원을 그리며 쓰다듬는 동작을 포함하는 마사지의 한 형태이다.
경찰법은 피부를 끌지 않고 단단하거나 가볍게 할 수 있으며 손가락 끝의 패딩 부분이나 손의 손바닥 표면을 사용하여 수행된다. 로션은 사용해도 되고 안 사용해도 된다. 이 과정은 신체의 기계적 펌프 역할을 하여 사지 바닥에서 시작하여 심장 쪽으로 뒤로 밀어 정맥 및 림프 순환을 촉진한다. 해당 부위의 모든 근육이 워밍업되고 느슨해지면 더 많은 성공을 거둘 수 있다. 이는 4개의 하위 분류로 구성된다.
1. 천상의 또는 아우라 스트로크
2. 깃털질(feathering), 혹은 신경 스트로크
3. 표면적 경찰법
4. 더 깊은 경찰법

## 같이 보기
- 안마
- 괄사